# Liste des diocèses de l'Église d'Angleterre
Ne doit pas être confondu avec Liste des diocèses catholiques en Angleterre et au pays de Galles.

Carte des diocèses anglicans d'Angleterre.

La structure des diocèses de l'Église d'Angleterre est initialement héritée de l'organisation de l'Église catholique avant la Réforme anglaise. Au cours de la Réforme, un certain nombre de nouveaux diocèses ont été fondés, mais plus aucun n'a été créé jusqu'au milieu du XIXe siècle, lorsque les diocèses ont été fondés principalement en réponse à la croissance démographique, en particulier dans les villes industrielles du nord. Le diocèse le plus récent à être établi était le diocèse de Leeds, qui a vu le jour le 20 avril 2014. Auparavant, aucun nouveau diocèse n'avait été créé depuis 1927. Leeds a été créé en combinant trois diocèses précédents : le diocèse de Bradford, le diocèse de Ripon et Leeds et le diocèse de Wakefield.
Les 42 diocèses actuels sont divisés en deux provinces. La province de Cantorbéry au sud comprend 30 diocèses et la province d'York au nord en comprend 12. Les archevêques de Cantorbéry et York ont un contrôle pastoral sur les évêques de leur province, ainsi que certains autres droits et responsabilités. Tous les diocèses ont chacun une cathédrale sauf le diocèse de Leeds, qui en a trois qui sont considérés comme égaux. 
De tous les diocèses, Derby a la plus petite cathédrale ; La cathédrale de Derby n'occupe que 10 950 pieds carrés (1 000 m2). Un diocèse remonte au VIe siècle, huit au VIIe siècle, deux au Xe siècle, cinq au XIe siècle, deux au XIIe siècle, cinq au XVIe siècle, sept au XIXe siècle, et dix au XXe siècle. Les territoires administrés par les différents diocèses correspondent généralement aux comtés tels qu'ils existaient avant le Local Government Act 1972.
Outre ces diocèses insulaires, il existe également le diocèse de Gibraltar en Europe dépendant de la province de Cantorbéry.

## Diocèses

### Actuels
| Diocèse (Évêque)                   | Blason | Province   | Territoire | Cathédrale                                                                                | Fondation                                                    |
| ---------------------------------- | ------ | ---------- | --- | ----------------------------------------------------------------------------------------- | ------------------------------------------------------------ |
| Bath et Wells (Évêque)             |        | Cantorbéry | Somerset; North Somerset; Bath and North East Somerset; Dorset                                                                      | Cathédrale Saint-André                                                                    | 909 (Diocèse de Wells)                                       |
| Birmingham (Évêque)                |        | Cantorbéry | Birmingham; partie du Sandwell ; partie du Solihull ; partie du Warwickshire; partie du Worcestershire                              | Cathédrale Saint-Philippe                                                                 | 1905                                                         |
| Blackburn (Évêque)                 |        | York       | Lancashire sauf Liverpool et Manchester; partie du Wigan                                                                            | Cathédrale de la Sainte-Vierge-Marie                                                      | 12 novembre 1926                                             |
| Bristol (Évêque)                   |        | Cantorbéry | Bristol; partie du South Gloucestershire; partie du Wiltshire ; partie du Swindon ; partie du Gloucestershire                       | Cathédrale de la Sainte-et-Indivisible-Trinité                                            | 1542                                                         |
| Cantorbéry (Archevêque)            |        | Cantorbéry | Kent | Cathédrale de Canterbury                                                                  | 597                                                          |
| Carlisle (Évêque)                  |        | York       | Cumbria | Cathédrale de la sainte et indivisible Trinité                                            | 1133                                                         |
| Chelmsford (Évêque)                |        | Cantorbéry | partie du Essex ; partie du East London ; partie du South Cambridgeshire                                                            | Cathédrale Sainte-Marie, Saint-Pierre-et-Saint-Cedd                                       | 1914                                                         |
| Chester (Évêque)                   |        | York       | Cheshire ; Warrington ; Trafford ; Stockport ; Tameside; Derbyshire; Manchester; Flintshire                                         | Cathédrale de Chester                                                                     | 1541                                                         |
| Chichester (Évêque)                | [ 26 ] | Cantorbéry | partie du Sussex de l'Ouest; partie du Sussex de l'Est ; partie du Kent                                                             | Cathédrale de Chichester                                                                  | 1075                                                         |
| Coventry (Évêque)                  |        | Cantorbéry | Coventry; partie du Warwickshire ; partie du Solihull                                                                               | Cathédrale Saint-Michel                                                                   | 1918                                                         |
| Derby (Évêque)                     |        | Cantorbéry | Derbyshire ; Stockport; Staffordshire                                                                                               | Cathédrale de Derby                                                                       | 1927                                                         |
| Durham (Évêque)                    |        | York       | Durham ; Tyne and Wear | Cathédrale de Durham                                                                      | 990                                                          |
| Ely (Évêque)                       |        | Cantorbéry | Cambridgeshire ; Norfolk; Bedfordshire                                                                                              | Cathédrale de la Sainte-et-Indivisible-Trinité                                            | 1109                                                         |
| Exeter (Évêque)                    |        | Cantorbéry | Devon ; Plymouth ; Torbay | Cathédrale Saint-Pierre                                                                   | 1050                                                         |
| Gibraltar (Évêque)                 |        | Cantorbéry | Europe à l'exception des îles britanniques ; Maroc; Turquie; états post-soviétiques en Asie                                         | Cathédrale de la Sainte-Trinité                                                           | 21 août 1842 (Diocèse de Gibraltar) 1980 (Diocèse en Europe) |
| Gloucester (Évêque)                |        | Cantorbéry | Gloucestershire ; South Gloucestershire; Wiltshire; Warwickshire; Worcestershire                                                    | Cathédrale de Gloucester                                                                  | 1541                                                         |
| Guildford (Évêque)                 |        | Cantorbéry | Surrey ;Hampshire; Grand Londres; Sussex de l'Ouest                                                                                 | Cathédrale de Guildford                                                                   | 1927                                                         |
| Hereford (Évêque)                  |        | Cantorbéry | Herefordshire; Shropshire; Powys et Monmouthshire                                                                                   | Cathédrale de Hereford                                                                    | 676                                                          |
| Leeds (Évêque)                     |        | York       | Ripon; Bradford; Leeds; Huddersfield; Wakefield                                                                                     | Cocathédrale : Cathédrale de Ripon, Cathédrale de Tous-les-Saints, Cathédrale de Bradford | 20 avril 2014                                                |
| Leicester (Évêque)                 |        | Cantorbéry | Leicestershire; Northamptonshire, Derbyshire et Warwickshire                                                                        | Cathédrale de Leicester                                                                   | 1926                                                         |
| Lichfield (Évêque)                 |        | Cantorbéry | Staffordshire ;Shropshire; Wolverhampton; Walsall; Sandwell                                                                         | Cathédrale de Lichfield                                                                   | 664                                                          |
| Lincoln (Évêque)                   |        | Cantorbéry | Lincolnshire; North East Lincolnshire; North Lincolnshire                                                                           | Cathédrale de Lincoln                                                                     | 1074                                                         |
| Liverpool (Évêque)                 |        | York       | Liverpool; Sefton; Knowsley; St Helens; Wigan ; Halton ; West Lancashire                                                            | Cathédrale de Liverpool                                                                   | 1880                                                         |
| Londres (Évêque)                   |        | Cantorbéry | Grand Londres ; Surrey ; Hertfordshire                                                                                              | Cathédrale Saint-Paul                                                                     | 601                                                          |
| Manchester (Évêque)                |        | York       | Manchester ; Salford; Bolton; Bury; Rochdale; Oldham; Tameside; Wigan, Trafford, Stockport, Lancashire                              | Cathédrale de Sainte-Marie, Saint-Denis et Saint-Georges                                  | 1848                                                         |
| Newcastle (Évêque)                 |        | York       | Northumberland; Newcastle upon Tyne; North Tyneside; Cumbria;County Durham                                                          | Cathédrale Saint-Nicolas                                                                  | 1882                                                         |
| Norwich (Évêque)                   |        | Cantorbéry | Norfolk ; Suffolk | Cathédrale de Norwich                                                                     | 1096                                                         |
| Oxford (Évêque)                    |        | Cantorbéry | Oxfordshire; Berkshire; Buckinghamshire; Hampshire et Hertfordshire                                                                 | Cathédrale Christ Church                                                                  | 1542                                                         |
| Peterborough (Évêque)              |        | Cantorbéry | Northamptonshire ; Rutland; Peterborough ; Lincolnshire                                                                             | Cathédrale de Peterborough                                                                | 1541                                                         |
| Portsmouth (Évêque)                |        | Cantorbéry | Hampshire; Île de Wight | Cathédrale Sainte-Marie et Saint-Boniface                                                 | 1927                                                         |
| Rochester (Évêque)                 |        | Cantorbéry | Kent ; Medway; Bromley Bexley; Sussex de l'Est                                                                                      | Cathédrale de Rochester                                                                   | 604                                                          |
| St Albans (Évêque)                 |        | Cantorbéry | Hertfordshire ; Bedfordshire ; Grand Londres                                                                                        | Cathédrale Saint-Alban                                                                    | 1877                                                         |
| St Edmundsbury et Ipswich (Évêque) |        | Cantorbéry | Suffolk ; Essex | Cathédrale Saint-Jacques-et-Saint-Edmond                                                  | 1914                                                         |
| Salisbury (Évêque)                 |        | Cantorbéry | Wiltshire; Dorset ; Hampshire et Devon                                                                                              | Cathédrale de Salisbury                                                                   | 1078                                                         |
| Sheffield (Évêque)                 |        | York       | Sheffield; Rotherham; Doncaster ; North Lincolnshire; Barnsley; East Riding of Yorkshire                                            | Cathédrale Saint-Pierre et Saint-Paul                                                     | 1914                                                         |
| Sodor et Man (Évêque)              |        | York       | Île de Man | Cathédrale Saint-Germain                                                                  | vers 1400 447 (1re fondation)                                |
| Southwark (Évêque)                 |        | Cantorbéry | Grand Londres ;Surrey | Cathédrale de Southwark                                                                   | 1905                                                         |
| Southwell et Nottingham (Évêque)   |        | York       | Nottinghamshire ; Yorkshire du Sud                                                                                                  | Cathédrale de Southwell                                                                   | 1884                                                         |
| Truro (Évêque)                     |        | Cantorbéry | Cornouailles; Îles Scilly; Devon | Cathédrale de Truro                                                                       | 1877                                                         |
| Winchester (Évêque)                |        | Cantorbéry | Hampshire ; Dorset | Cathédrale de Winchester                                                                  | 662                                                          |
| Worcester (Évêque)                 |        | Cantorbéry | Worcestershire ; Wolverhampton, Sandwell, Gloucestershire                                                                           | Cathédrale de Worcester                                                                   | 680                                                          |
| York (Archevêque)                  |        | York       | York; East Riding of Yorkshire ; Kingston upon Hull; Redcar and Cleveland; Middlesbrough; North Yorkshire; Stockton-on-Tees ; Leeds | Cathédrale d'York                                                                         | 625                                                          |

### Supprimés
| Diocèse (Évêque)               | Blason | Province   | Territoire | Cathédrale                                                     | Fondation        | Suppression    |
| ------------------------------ | ------ | ---------- | --- | -------------------------------------------------------------- | ---------------- | -------------- |
| Bradford (Évêque)              |        | York       | Bradford | Cathédrale de Bradford                                         | 25 novembre 1919 | 20 avril 2014  |
| Gloucester et Bristol (Évêque) |        | Cantorbéry | Gloucestershire ; South Gloucestershire; partie du Wiltshire; partie du Warwickshire; partie du Worcestershire; Bristol; Swindon | Cocathédrale : Cathédrale de Gloucester, Cathédrale de Bristol | 6 octobre 1836   | 7 juillet 1897 |
| Jérusalem (Évêque)             |        | Cantorbéry | Palestine ; Syrie ; Irak ; Égypte ; Abyssinie                                                                                    |                                                                | 1841             | 1886           |
| Ripon et Leeds (Évêque)        |        | York       | Partie du Yorkshire; partie du Teesdale                                                                                          | Cathédrale de Ripon                                            | 5 octobre 1836   | 20 avril 2014  |
| Wakefield (Évêque)             |        | York       | Wakefield; Barnsley; Kirklees; Calderdale                                                                                        | Cathédrale de Tous-les-Saints                                  | 18 mai 1888      | 20 avril 2014  |
| Westminster (Évêque)           |        | Cantorbéry | Westminster; Middlesex sauf Fulham                                                                                               | Abbaye de Westminster                                          | 17 décembre 1540 | 30 mars 1550   |